# Мугла
Мугла (тур. Muğla) — місто і район в південно-західній Туреччині, адміністративний центр ілу Мугла. Станом на 2011 рік в місті проживало 62 635 осіб та 97 207 осіб у районі. Площа району становить 1 649 км².